# Куфор-Ракеб синдром
Куфор-Ракеб синдром је аутосомно рецесивни поремећај који настаје у току малољетства. Такође је познат и као Паркинсонова болест-9 (PARK9).
Симптоми укључују парализу погледа, спастичност и деменцију. 
Може се повезати са ATP13A2. Болест је име добила по Куфор Ракебу у јорданском Ирбиду.